# Prison d’État de Bayside
Bayside State Prison
La prison d'État de Bayside (en anglais : Bayside State Prison ou BSP) est une prison d'État américaine pour hommes située dans la localité de Leesburg (en), dans le township de Maurice River (en), dans le comté de Cumberland, dans le New Jersey, aux États-Unis,.

## Histoire
La prison était originellement connue sous le nom de prison d'État de Leesburg. En 1988, la prison est rebaptisée « prison d'État de Bayside ». Certains habitants de Leesburg (en) déclarent alors qu'ils ne sont pas satisfaits de changement de nom car l'ancien nom leur permettait d'avoir une meilleure reconnaissance de leur communauté.
Ouverte en 1977, la prison est l'un des huit établissements correctionnels du New Jersey qui participent au programme AgriIndustires. Les détenus disposent d'opportunités de travail pour réduire la récidive, notamment grâce à l'exploitation d'une installation de production laitière dans la prison. Les prisonniers travaillent sept heures par jour et le lait est envoyé et transformé à Jones Farm située dans la localité voisine de Trenton.

## Détenus notables
- George Wright (en) (évadé en 1970). Il a peut-être utilisé la voiture du directeur lors de son évasion[5].

## Événements notables
En 2020, un officier supérieur de l'établissement a été licencié après avoir été vu en train de participer à une reconstitution du meurtre de George Floyd, se moquant des manifestants. Le New Jersey Department of Corrections (en), qui gère la prison, a qualifié cette reconstitution de « haineuse et décevante » tandis que le gouverneur du New Jersey Phil Murphy l'a condamnée, la qualifiant de répugnante,,.